# Fred Reinfeld
Fred Reinfeld (New York, 27. siječnja 1910. – New York, 29. svibnja 1964.), bio je američki šahovski pisac i šahovski majstor. 1930-ih bio je među najboljim šahistima Sjedinjenih Država.

## Rani život
Reinfeld je rođen u New Yorku, gdje je proveo cijeli svoj život. Njegov otac, Barnett Reinfeld, bio je poljsko-židovskog porijekla, dok je njegova majka, Rose Pegrezelsky bila Rumunjka židovskih korijena.
Fred je naučio igrati šah u svojim ranim tinejdžerskim godinama te je igrao za momčad svoje srednje škole. Učlanio se u čuveni Marschall Chess Club u Manhattanu 1926. 
Pohađao je Sveučilište u New Yorku u sklopu treninga računovođe. Postao je prvakom SAD-a u međusveučilišnom prvenstvu 1929. 
Oženio je svoju zaručnicu Beatrice 1932. Imali su dvoje djece: Donalda, rođenog 1942., i Judith, rođenu 1947.

## Šahovski pisac
Fred Reinfeld bio je vrlo uspješan autor, napisavši sâm ili u timu preko stotinu knjiga.
Reinfeld je započeo pisati o šahu 1932. Tema njegova prve knjige, napisane skupa s Isaacom Kashdanom, bila je Majstorski turnir na Bledu 1931. 
Više od polovina njegovih knjiga bila je isključivo o šahu. Neke od najpoznatijih uključuju Winning Chess Openings, 1001 Winning Chess Sacrifices and Combinations, Great Brilliancy Prize Games of the Chess Masters i mnoge druge. Također, pisao je biografije: o Aleksandru Aljehinu, Joséu Capablanci, Paulu Keresu, Emanuelu Laskeru (napisanu skupa s Reubenom Fineom), Paulu Morphyju i Aronu Nimcoviču.
Mnoge su njegove knjige bile usmjerene ka šahovskim novacima pa su mnogi šahovski majstori toga doba svoja prva šahovska znanja stjecali upravo iz njegovih knjiga. 
1996. Reinfeld je postao tek 26. šahist uveden u Američku šahovsku kuću slavnih (U.S. Chess Hall of Fame), primarno zbog njegova utjecajna pisanja.

## Citati
Možda i najpoznatiji citat Freda Reinfelda bio je onaj o čuvenom Kubancu, Joséu Raúlu Capablanci, trećem prvaku svijeta:
One interesting indication of Capablanca's greatness is that to non-chess players his name was better known than the names of all other chess masters together! This was due partly to his engaging personality and distinguished appearance: he was one of those exceptional people who at once stand out in a crowd.

## Smrt
Fred Reinfeld preminuo je 29. svibnja 1964. u 55. godini života u New Yorku. Njega udovica Beatrice Levine donirala je njegovu knjižnicu Sveučilišnoj gradskoj knjižnici u New Yorku. Knjižnica je sadržavala više od tisuću knjiga od kojih je Reinfeld napisao oko 260.